# Comando Palestina
As Tropas Britânicas na Palestina e na Transjordânia (em inglês: British Forces in Palestine and Trans-jordan) ou Comando Palestina (em inglês: Palestine Command) eram um comando do Exército Britânico no Mandato Britânico da Palestina e no Emirado da Transjordânia.

## História
O comando foi formado em fevereiro de 1922 para controlar todas as forças britânicas no Mandato Britânico da Palestina. Em 1930, após o início das hostilidades entre as populações judaica e árabe, o 2º Batalhão do Regimento de South Staffordshire e o 1º Batalhão do Regimento de Northamptonshire foram enviados para a Palestina. Em setembro de 1936, após uma escalada de violência, o Tenente-General Sir John Dill foi enviado para lá.
Em agosto de 1937, o Major-General Archibald Wavell CB foi transferido para a Palestina, onde havia crescente agitação, para ser o Oficial-General Comandante (GOC) das Forças Britânicas na Palestina e na Transjordânia. Foi promovido a Tenente-General em 21 de janeiro de 1938.
Após a Segunda Guerra Mundial, com o aumento da imigração de judeus, as tensões aumentaram ainda mais e a 1ª Divisão de Infantaria (Reino Unido) chegou à Palestina. Mais tarde, a 6ª Divisão Aerotransportada foi enviada como Reserva Estratégica Imperial. As duas divisões enfrentaram a insurgência judaica na Palestina. Em maio de 1948, o mandato do Reino Unido terminou e as tropas britânicas retiraram-se no mês seguinte.

## Comandantes
Os comandantes eram os seguintes: 
- 1936–1937: Tenente-General Sir John Dill, nomeado Oficial Comandante Geral (GOC) das Forças Britânicas na Palestina e Transjordânia, 8 de setembro de 1936[6]
- Agosto de 1937–1938: Tenente-General Archibald Wavell, Comandante Geral das Forças Britânicas na Palestina e na Transjordânia[7]
- 1938–1939: Tenente-General Robert Haining
- 1939–1940: Tenente-General Michael Barker
- 1940–1940: Tenente-General George Giffard
- 1940–1941: Tenente-General Philip Neame
- 1941–1941: General Sir Henry Maitland Wilson
- 1941–1944: Major-General Douglas McConnel
- 1944–1946: Tenente-General John D'Arcy
- 1946–1947: Tenente-General Sir Evelyn Barker
- 1947–1948: Tenente-General Gordon MacMillan